# Liste franziskanischer Generalminister

## Generalminister bis zur Ordensteilung 1517
Die Zählung beginnt mit dem ersten Generalminister nach dem Ordensgründer Franz von Assisi.
Ein Generalvikar vertritt einen erkrankten oder an der Amtsführung verhinderten Generalminister oder Generalkommissar oder wird bei dessen plötzlichem Tod vom Papst für die Übergangszeit bis zur nächsten Wahl eines Generalministers oder Generalkommissars ernannt.
- Franz von Assisi (1210–1226)
- Johannes Parenti (1227–1232), 1. Generalminister
- Elias von Cortona (1232–1239), 2. Generalminister
- Albert von Pisa (1239–1240), 3. Generalminister
- Haymo von Faversham (1240–1243), 4. Generalminister
- Crescentius von Jesi (1244–1247), 5. Generalminister
- Johannes von Parma (1247–1257), 6. Generalminister
- Bonaventura von Bagnoreggio (1257–1274), 7. Generalminister
- Girolamo Masci d’Ascoli (1274–1279), der spätere Papst Nikolaus IV., 8. Generalminister
- Bonagratia von Bologna (1279–1285), 9. Generalminister
- Arlotto von Prato (1285–1287), 10. Generalminister
- Matthäus von Acquasparta (1287–1289), 11. Generalminister
- Raymund Gaufredi (1289–1295), 12. Generalminister
- Johannes Minio von Murrovalle (1296–1304), 13. Generalminister
- Gonsalvus von Valboa (1304–1313), 14. Generalminister
- Alessandro Bonini von Alessandria (1313–1314), 15. Generalminister
- Michael von Cesena (1316–1328), 16. Generalminister
  - Kardinal Bertrand Augier de La Tour (1328–1329), Generalvikar
- Gerald Eudes (1329–1342), 17. Generalminister
- Fortanerius Vassalli (1343–1348), 18. Generalminister
- Wilhelm Farinier (1348–1357), 19. Generalminister
- Johannes Bouchier (1357–1358), 20. Generalminister
- Marcus von Viterbo (1359–1366), 21. Generalminister
- Thomas von Frignano (1367–1372), 22. Generalminister
- Leonardo Rossi (auch Leonardo da Giffoni) (1373–1378), 23. Generalminister

Während des Abendländischen Schismas amtierten in der römischen Obödienz die folgenden Generalminister:
- Ludovico Donati (1379–1383), 24. Generalminister
- Pietro da Conzano (1383–1384), 25. Generalminister
- Martino Sangiorgio de Rivarolo (1384–1387), 26. Generalminister
- Enrico Alfieri (1387–1405), 27. Generalminister
- Antonio Vinetti von Pireto (1405–1408), 28. Generalminister
  - Angelo Salvetti (1408–1409), Generalvikar
- Antonio da Cascia (1410–1415), 29. Generalminister (im ersten Jahr Generalvikar)
- Antonio Vinetti von Pireto (1415–1420), zweite Amtszeit

Parallel dazu amtierten in der Obödienz von Avignon die folgenden:
- Angelo di Spoleto (1379–1391)
- Johannes de Chevegneyo (1391–1402)
- Giovanni Bardolini (1403–1417)

Nach dem Ende des Schismas wurde die Ordensleitung unter Antonio Vinetti wiedervereint.
- Angelo Salvetti (1421–1424), 30. Generalminister
- Antonio da Massa Marittima (1424–1430), 31. Generalminister
- Guillermo Robazoglio da Casale (1430–1442), 32. Generalminister
  - Alberto Berdini de Sarteano (1442–1443) (Generalvikar)
- Antonio Rusconi (1443–1449), 33. Generalminister
- Angelo Cristofori del Toscano (1450–1453), 34. Generalminister
- Jacob Bassolini de Mozzanica (1454–1457), 35. Generalminister
- Jaime Zarzuela (1458–1464), 36. Generalminister
- Francesco della Rovere (1464–1469), 37. Generalminister, der spätere Papst Sixtus IV.
- Zanetto von Udine (1469–1475), 38. Generalminister
- Francesco Nanni genannt Samson (1475–1499), 39. Generalminister
- Egidio Delfini de Amelia (1500–1506), 40. Generalminister
- Rainaldo Graziani de Cotignola (1506–1510), 41. Generalminister
- Filippo Porcacci de Bagnacavallo (1510–1511), 42. Generalminister
  - Gomez von Lissabon (1511–1512), Generalvikar
- Bernardino Prati (1511–1517), 43. Generalminister (im ersten Jahr als Generalvikar)

## Generalminister der Observanten bzw. Franziskaner (OFM)
- Cristoforo Numai (1517–1518), 44. Generalminister
- Francesco Lichetto (1518–1520), 45. Generalminister
- Paolo da Soncino (1520–1523), 46. Generalminister (im ersten Jahr als Generalvikar)
- Francisco de los Ángeles Quiñones, 47. Generalminister (1523–1527)
  - Antonio de Calcena (1527–1529), Generalvikar
- Paolo Pisotti (1529–1533), 48. Generalminister
- Vincenzo Lunello (1535–1541), 49. Generalminister

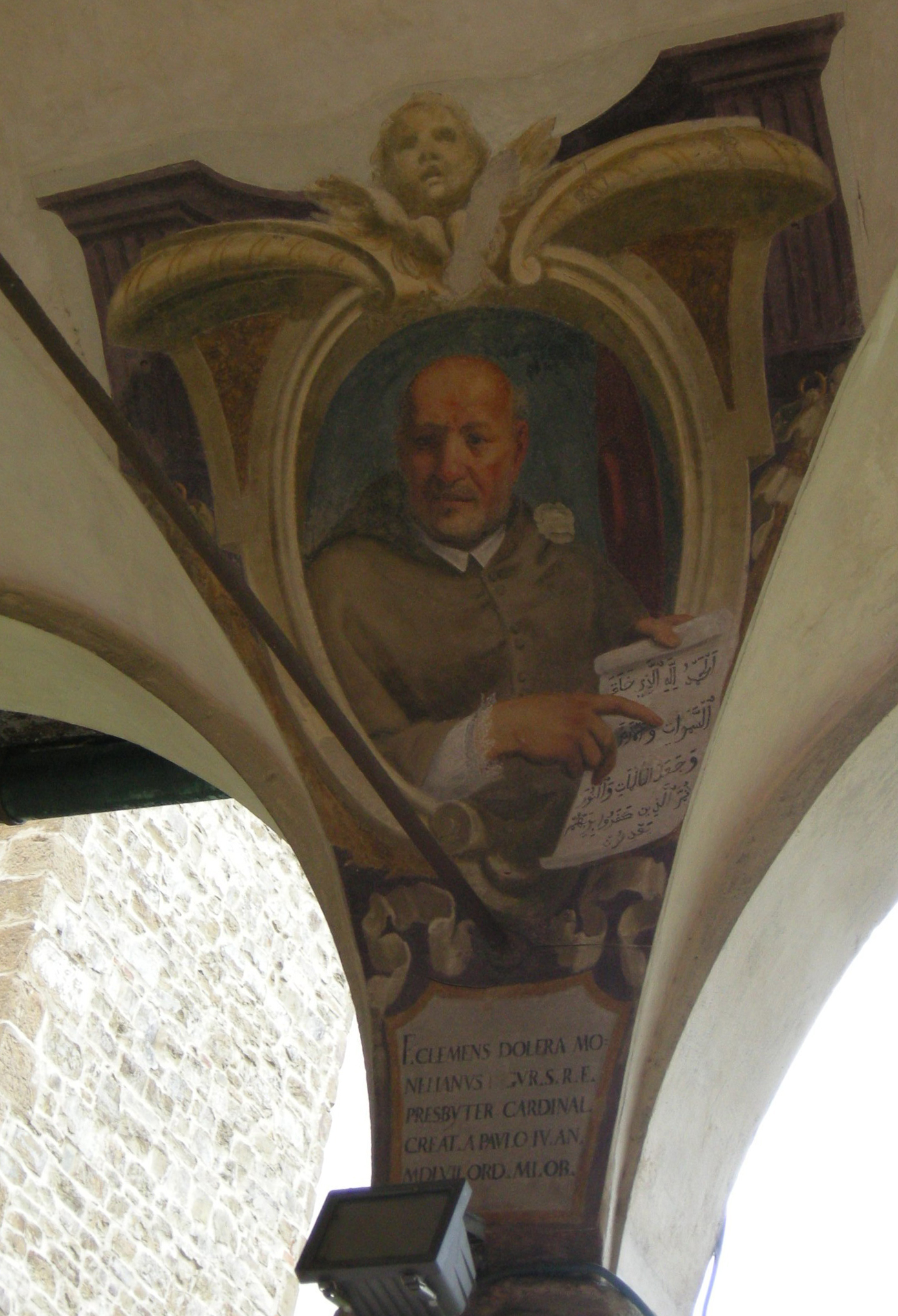
Clemente Dolera, 52. Generalminister OFM (1553–1557) (Kreuzgang der Kirche Ognissanti)

- Giovanni Matteo de Calvi (1541–1547), 50. Generalminister
- Andreas Alvarez (1547–1553), 51. Generalminister
- Clemente d’Olera (1553–1557), 52. Generalminister
  - unbekannter Generalvikar (1557–1559)
- Francisco Zamora de Cuenca (1559–1565), 53. Generalminister
- Aloisio Pozzi da Borgonuovo (1565–1571), 54. Generalminister
- Christopher de Chaffontaines (1571–1579), 55. Generalminister
- Francisco Gonzaga (1579–1587), 56. Generalminister, Chronist
- Francisco de Tolosa (1587–1593), 57. Generalminister
- Bonaventura Secusi da Caltagirone (1593–1600), 58. Generalminister
- Francisco Susa de Toledo (1600–1606), 59. Generalminister
- Arcangelo Gualterio de Messina (1606–1612), 60. Generalminister
- Juan Hierro (1612–1613), 61. Generalminister
  - Antonio de Trejo (1613–1618), Generalvikar
- Benigno de Genova (1618–1625), 62. Generalminister
- Bernhardin von Siena (1625–1631), 63. Generalminister
- Giovanni Battista de Campania (1633–1639), 64. Generalminister
- Juan Marinero de Madrid (1639–1645), 65. Generalminister
- Giovanni Mazzara, 1645–1648, 66. Generalminister
- Pedro Manero (1651–1655), 67. Generalminister
- Michaelangelo Buongiorno de Sambuca (1658–1664), 68. Generalminister
- Ildefonso Salizanes (1664–1670), 69. Generalminister
- Francesco Maria Rhini (1670–1674), 70. Generalminister
- Francesco Maria Nicolis (1674–1676), 71. Generalminister
- Jose Ximenes Samaniego (1676–1682), 72. Generalminister
- Pietro Marini Sormani (1682–1688), 73. Generalminister
- Marcos de Zarzosa (1688–1690), 74. Generalminister
- Juan Aluin (1690–1694), 75. Generalminister
- Bonaventura Pomerio de Taverna (1694–1697), 76. Generalminister
- Matteo de Santo Stefano (1697–1700), 77. Generalminister
- Luis Torres (1700–1701), 78. Generalminister
- Ildefonso Biesma (1702–1716), 79. Generalminister
- José García (1717–1723), 80. Generalminister
- Lorenzo Cozza de S. Lorenzo (1723–1726), 81. Generalminister
- Matteo Basile de Parete (1727–1729), 82. Generalminister
- Juan Soto de Valladolid (1729–1736), 83. Generalminister
- Juan Bermejo (1736–1740), 84. Generalminister
- Gaetano Politi de Laurino (1740–1744), 85. Generalminister
- Rafaello Rossi de Lugagnano (1744–1750), 86. Generalminister
- Pedro Juanete de Molina (1750–1756), 87. Generalminister
- Clemente Guignoni de Palermo (1756–1762), 88. Generalminister
- Pedro Juanete de Molina (1762–1768), 89. Generalminister (zweite Amtszeit)
- Pasquale Frasconi de Varese (1768–1791), 90. Generalminister
- Joaquin de Campany i Soler (1792–1806), 91. Generalminister
- Ilario Cervelli de Montemagno (1806–1814), 92. Generalminister
- Gaudenzio Patrignani da Coriano (1814–1817), 93. Generalminister
- Cirilo Alameda y Brea (1817–1824), 94. Generalminister
- Giovanni Tecca de Capestrano (1824–1830), 95. Generalminister
- Luis Iglesias (1830–1834), 96. Generalminister

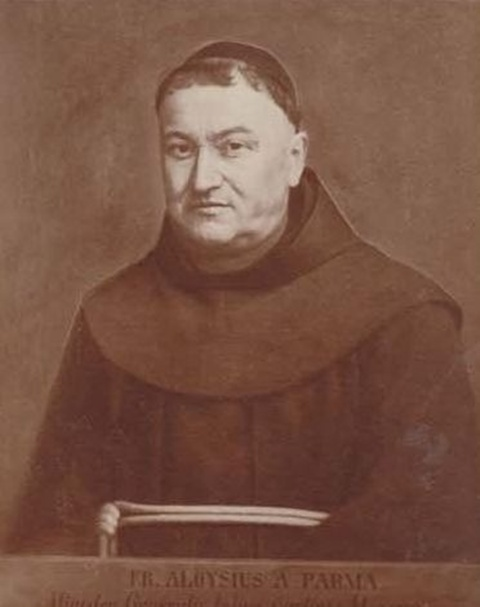
Aloysius Canali da Parma, 104. Generalminister OFM (1889–1897), Ölgemälde von Franz Thöne

- Bartolomé Altemir (1835–1838), 97. Generalminister
- Giuseppe Maria Maniscalco (1838–1844), 98. Generalminister
- Luigi Flamini de Loreto (1844–1850), 99. Generalminister
- Venanzio Metildi de Celano (1850–1856), 100. Generalminister
- Bernardino Trionfetti de Montefranco (1856–1862), 101. Generalminister
- Rafaele Lippi de Pontecci Marconi (1862–1869), 102. Generalminister
- Bernardino dal Vago da Portogruaro (1869–1889), 103. Generalminister
- Aloysius Canali da Parma (1889–1897), 104. Generalminister
- Aloysius Lauer (1897–1901), 105. Generalminister, erster Generalminister des 1897 vereinigten Ordens, erster deutscher Generalminister
  - David Fleming (1901–1915), Generalvikar
- Dionysius Schuler (1903–1911), 106. Generalminister
- Pacifico Monza (1911–1915), 107. Generalminister
- Serafino Cimino da Capri (1915–1921), 108. Generalminister
- Bernardino Klumper (1921–1927), 109. Generalminister
- Bonaventura Marrani (1927–1933), 110. Generalminister
- Leonardo Bello (1933–1944), 111. Generalminister
  - Policarp Schmoll (1944–1945), Generalvikar
- Valentine Schaaf  (1945–1946), 112. Generalminister
- Pacifico Perantoni (1947–1952), 113. Generalminister
- Augustin-Joseph Sépinski (1952–1965), 114. Generalminister
- Constantin Koser (1965–1979), 115. Generalminister (die ersten zwei Jahre Generalvikar)
- John Vaughn (1985–1991), 116. Generalminister
- Hermann Schalück (1991–1997), 117. Generalminister
- Giacomo Bini (1997–2003), 118. Generalminister
- José Rodríguez Carballo (2003–2013), 119. Generalminister
- Michael Anthony Perry (2013–2021), 120. Generalminister
- Massimo Fusarelli (seit 2021), 121. Generalminister[1]

## Generalminister der Minoriten (OFMconv)
- Antonio Marcelo de Petris de Cherso (1517–1520), 44. Generalminister
- Antonio Sassolini (1520–1525), 45. Generalminister
- Giovanni Vigerio (1525–1530), 46. Generalminister (erste 4 Jahre Generalvikar)
- Giacomo Antonio Ferducci (1530–1537), 47. Generalminister (erste 4 Jahre Generalvikar)
- Lorenzo Spada (1537–1543), 48. Generalminister
- Buenaventura Fauni-Pio (1543–1549), 49. Generalminister
- Giovanni Giacomo Passeri (1549–1551), 50. Generalminister
- Giulio Magnani (1551–1559), 51. Generalminister (erste 4 Jahre Generalvikar)
- Giovanni Antonio Muratori de Cervia (1559–1559), 52. Generalminister
  - Giovanni Antonio Delfini (1559–1561), Generalvikar
- Antonio de’Sapienti (1561–1566), 53. Generalminister (erstes Jahr Generalvikar)
  - Felix Peretti de Montalto (1566–1568), Generalvikar, später Papst Sixtus V.
- Giovanni Tancredi (1568–1568), 54. Generalminister
- Giovanni Pico (1568–1574), 55. Generalminister (erste 3 Jahre Generalvikar)
- Pietro Antonio Camilli (1575–1580), 56. Generalminister
- Antonio Fera (1581–1584), 57. Generalminister
- Clemente Bontadosi (1584–1586), 58. Generalminister
- Evangelista Pellei (1586–1590), 59. Generalminister (erstes Jahr Generalvikar)
- Giuliano Causi (1590–1590), 60. Generalminister
- Francesco Bonfigli (1590–1591), 61. Generalminister
  - Ludovico Albuzzi (1592–1593), Generalvikar
- Filippo Gesualdi (1593–1602), 62. Generalminister
- Giuseppe Pisculli (1602–1607), 63. Generalminister
- Guillermo Hugo (1608–1612), 64. Generalminister
- Giacomo Montanari (1612–1622), 65. Generalminister (erste 5 Jahre Generalvikar)
- Michele Misserotti (1622–1623), 66. Generalminister
- Felix Franceschini (1625–1632), 67. Generalminister
- Giovanni Battista Berardicelli (1632–1647), 68. Generalminister (erste 3 Jahre Generalvikar)
- Michele Angelo Catalani (1647–1653), 69. Generalminister
- Felice Gabrielli (1653–1659), 70. Generalminister
- Giacomo Fabretti (1659–1665), 71. Generalminister
- Andrea Bini (1665–1670), 72. Generalminister

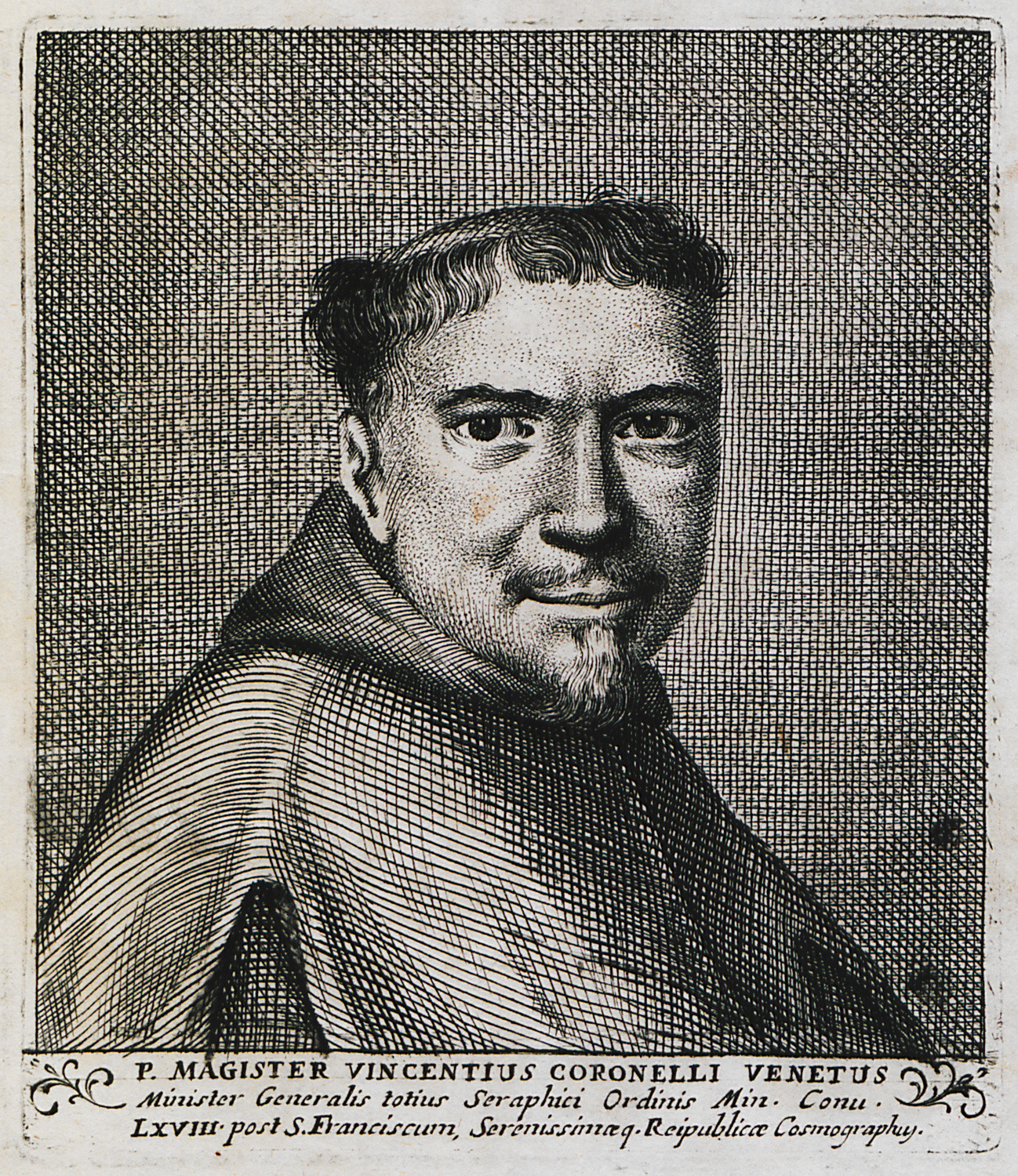
Generalminister P. Vincenzo Maria Coronelli OFMConv (1701–1708)

- Marziale Pelegrini de Castrovilari (1670–1677), 73. Generalminister
- Giuseppe Amati (1677–1683), 74. Generalminister
- Antonio Aversani (1683–1689), 75. Generalminister
- Giuseppe Maria Bottari (1689–1695), 76. Generalminister
- Felice Rotondi (1695–1701), 77. Generalminister
- Vincenzo Maria Coronelli (1701–1707), 78. Generalminister
  - Carlo Bacciocchi (1701–1704), Generalvikar für Vicente Coronelli
- Bernardino Angelo Carucci (1707–1713), 79. Generalminister
- Domenico Andrea Borghesi (1713–1718), 80. Generalminister
  - Giuseppe M. Baldrati (1718–1719), Generalvikar
- Carlo Giacomo Romilli (1719–1725), 81. Generalminister
- Giuseppe M. Baldrati (1725–1731), 82. Generalminister
- Vincenzo Conti (1731–1738), 83. Generalminister
  - Felice Angelo Sidori (1738–1741), Generalvikar
- Giovanni Battista Minucci (1741–1747), 84. Generalminister
- Carlo Antonio Calvi (1747–1753), 85. Generalminister
- Giovanni Battista Costanzo (1753–1759), 86. Generalminister
- Giovanni Battista Colombini (1759–1764), 87. Generalminister
- Domenico Andrea Rossi (1764–1771), 88. Generalminister (erstes Jahr Generalvikar)
- Luigi Maria Marzoni (1771–1777), 89. Generalminister
- Giovanni Carlo Vipera (1777–1783), 90. Generalminister
- Federico Lauro Barbarigo (1783–1789), 91. Generalminister
- Giuseppe Maria Medici (1789–1795), 92. Generalminister
- Bonaventura Bartoli (1795–1803), 93. Generalminister
- Nicola Papini (1803–1809), 94. Generalminister
- Giuseppe Maria de Bonis (1809–1824), 95. Generalminister
- Luigi Battistini (1824–1830), 96. Generalminister
- Domenico Secondi (1830–1832), 97. Generalminister
  - Antonio Francesco Orioli (1832–1833), Generalvikar
- Antonio Pablo Barbetti (1833–1839), 98. Generalminister
- Angelo Bigoni (1839–1845), 99. Generalminister
- Giuseppe Carlo Magni (1845–1851), 100. Generalminister
- Giacinto Gualerni (1851–1857), 101. Generalminister
- Salvatore Calì (1857–1864), 102. Generalminister
- Ludovico Marangoni (1864–1872), 103. Generalminister (erste zwei Jahre Generalvikar)
- Antonio Maria Adragna (1872–1879), 104. Generalminister
- Bonaventura Maria Soldatić de Cherso (1879–1891), 105. Generalminister
- Lorenzo Caratelli (1891–1904), 106. Generalminister
- Domenico Reuter (1904–1910), 107. Generalminister
- Victor Maria Sottaz (1910–1919), 108. Generalminister
  - Francisco Dall’Olio (1913–1919), Generalvikar
- Domenico Maria Tavani (1919–1924), 109 Generalminister
- Alfonso Orlich (Orlini) (1924–1930), 110. Generalminister
- Domenico Maria Tavani (1930–1936), 111. Generalminister (2. Amtszeit)
- Beda Maria Hess (1936–1953), 112. Generalminister (2 Amtszeiten)
  - Buenavista Mansi (1953–1954), Generalvikar
- Vittorio Maria Costantini (1954–1960), 113. Generalminister
- Basilio Maria Heiser (1960–1972), 114. Generalminister (2 Amtszeiten)
- Vitale Maria Bonmarco (1972–1984), 115. Generalminister (2 Amtszeiten)
- Lanfranco Serrini (1984–1996), 116. Generalminister (2 Amtszeiten)
- Antonio Gardin (1996–2002), 117. Generalminister
- Joachim Giermek (2002–2007), 118. Generalminister
- Marco Tasca (2007–2019), 119. Generalminister
- Carlos Trovarelli (seit 2019), 120. Generalminister

## Generalvikare und Generalminister der Kapuziner (OFMcap)
Die Kapuziner standen anfangs unter der nominellen Leitung der Observanten und wurden durch einen Generalvikar vertreten. Seit ihrer Anerkennung als eigenständiger Orden 1619 haben sie einen Generalminister.
- Matteo da Bascio (1529), 1. Generalvikar
- Lodovico da Fossombrone (1529–1535), 2. Generalvikar
- Bernardino d'Asti (1535–1538), 3. Generalvikar
- Bernardino Ochino (1538–1542), 4. Generalvikar
- Francesco di Iesi (1542–1546), 5. Generalvikar
- Bernardino d'Asti (1546–1552), 2. Amtszeit
- Eusebio d'Ancona (1552–1558), 6. Generalvikar
- Tommaso da Città de Castello (1558–1564), 7. Generalvikar
- Evangelista da Cannobio (1564–1567), 8. Generalvikar
- Mario da Mercato Saraceno (1567–1573), 9. Generalvikar, Chronist
- Vincenzo da Monte d’Olmo (1573–1574), 10. Generalvikar
- Gerolamo da Montefiore (1574–1581), 11. Generalvikar
- Giovanni Maria da Tusa (1581–1584), 12. Generalvikar
- Giacomo da Mercato Saraceno (1584–1587), 13. Generalvikar
- Girolamo da Polizzi (1587–1593), 14. Generalvikar
- Silvestro da Monteleone (1593–1596), 15. Generalvikar
- Gerolamo da Sorbo (1596–1599), 16. Generalvikar
- Gerolamo da Castelferretti (1599–1602), 17. Generalvikar
- Lorenzo da Brindisi (1602–1605), 18. Generalvikar
- Silvestro d’Assisi (1605–1608), 19. Generalvikar
- Gerolamo da Castelferetti (1608–1613), 2. Amtszeit
- Paolo da Cesena (1613–1618), 20. Generalvikar
- Clemente da Noto (1618–1619), 21. Generalvikar
- Clemente da Noto (1619–1625), Generalminister
- Giovanni Maria da Noto (1625–1631), 22. Generalminister
  - Gerolamo da Narni (1631–1632), Generalvikar
  - Francesco da Genova (1632–1634), Generalvikar
- Antonio da Modena (1634–1637), 23. Generalminister
- Giovanni da Moncalieri (1637–1643), 24. Generalminister
- Innocenzo da Caltagirone (1643–1650), 25. Generalminister
- Fortunato da Cadore (1650–1656), 26. Generalminister
- Simpliciano da Milano (1656–1662), 27. Generalkommissar
- Marco Antonio da Carpenedolo (1662–1665), 28. Generalminister
  - Fortunato da Cadore (1665–1667), Generalvikar
- Fortunato da Cadore (1667–1669), 2. Amtszeit
  - Bonaventura da Recanati (1669–1671), Generalvikar
- Stefano da Cesena (1671–1678), 29. Generalminister
- Bernardo da Porto Maurizio (1678–1684), 30. Generalminister
  - Bonaventura da Recanati (1684–1685), Generalvikar
- Carlo Maria da Macerata (1685–1691), 31. Generalminister
- Bernardino d'Arezzo (1691–1698), 32. Generalminister
- Giovanni Pietro da Busto Arsizio (1698–1700), 33. Generalminister
  - Angelicus von Wolfach (1700–1702), Generalvikar
- Agostino da Latisana (1702–1709), 34. Generalminister
- Bernardino de Saluzzo (1709–1710), 35. Generalminister
  - Giovanni Antonio da Firenze (1710–1712), Generalvikar
- Michelangelo da Ragusa (1712–1719), 36. Generalminister
- Giovanni Antonio da Firenze (1719–1721), 37. Generalminister
  - Bernardino da Sant’Angelo in Vado (1721–1726), Generalvikar
- Hartmann Hiltprandt zu Rainegg von Brixen (1726–1731), 38. Generalminister
- Bonaventura Barberini da Ferrara (1731–1740), 39. Generalminister
- Giuseppe Maria Manassei da Terni (1740–1747), 40. Generalminister
- Sigismondo Guidotti da Ferrara (1747–1753), 41. Generalminister
  - Gelasius Četvech von Görz (1753–1754), Generalvikar
- Seraphinus Melcher von Ziegenhals (1754–1761), 42. Generalminister
- Pablo de Colindres (1761–1766), 43. Generalminister, Spanier
  - Giuseppe Maria Martinis da Savorgnano (1766–1768), Generalvikar
- Aimé de Lamballe (1768–1773), 44. Generalminister, Franzose
- Erhard Kuglmayr, aus Radkersburg (1773–1789), 45. Generalminister (erste zwei Jahre Generalvikar), Österreicher
- Angelico Benincasa da Sassuolo (1789–1796), 46. Generalminister
- Nicola Alvarez da Bustillo (1796–1806), 47. Generalminister, Spanier
- Michelangelo Ruoti da San Sepolcro (1806–1814), 48. Generalminister, Italiener
  - Mariano Veloci d’Alatri (1814–1818), Generalvikar
- Francisco de Solchaga (1818–1824), 49. Generalminister, Spanier
- Ludovico Micara, aus Frascati (1824–1830), 50. Generalminister
- Juan de Valencia (1830–1838), 51. Generalminister, Spanier
- Eugène Gruffat, aus Rumilly (1838–1843), 52. Generalminister, Franzose
- Luigi Petroni, aus Bagnaia (1844–1845), 53. Generalminister
  - Andrea Acciai d'Arezzo (1845–1847), Generalvikar
- Venanzio Burdesio da Torino (1847–1853), 54. Generalminister
- Salvatore Saba da Ozieri (1853–1859), 55. Generalminister

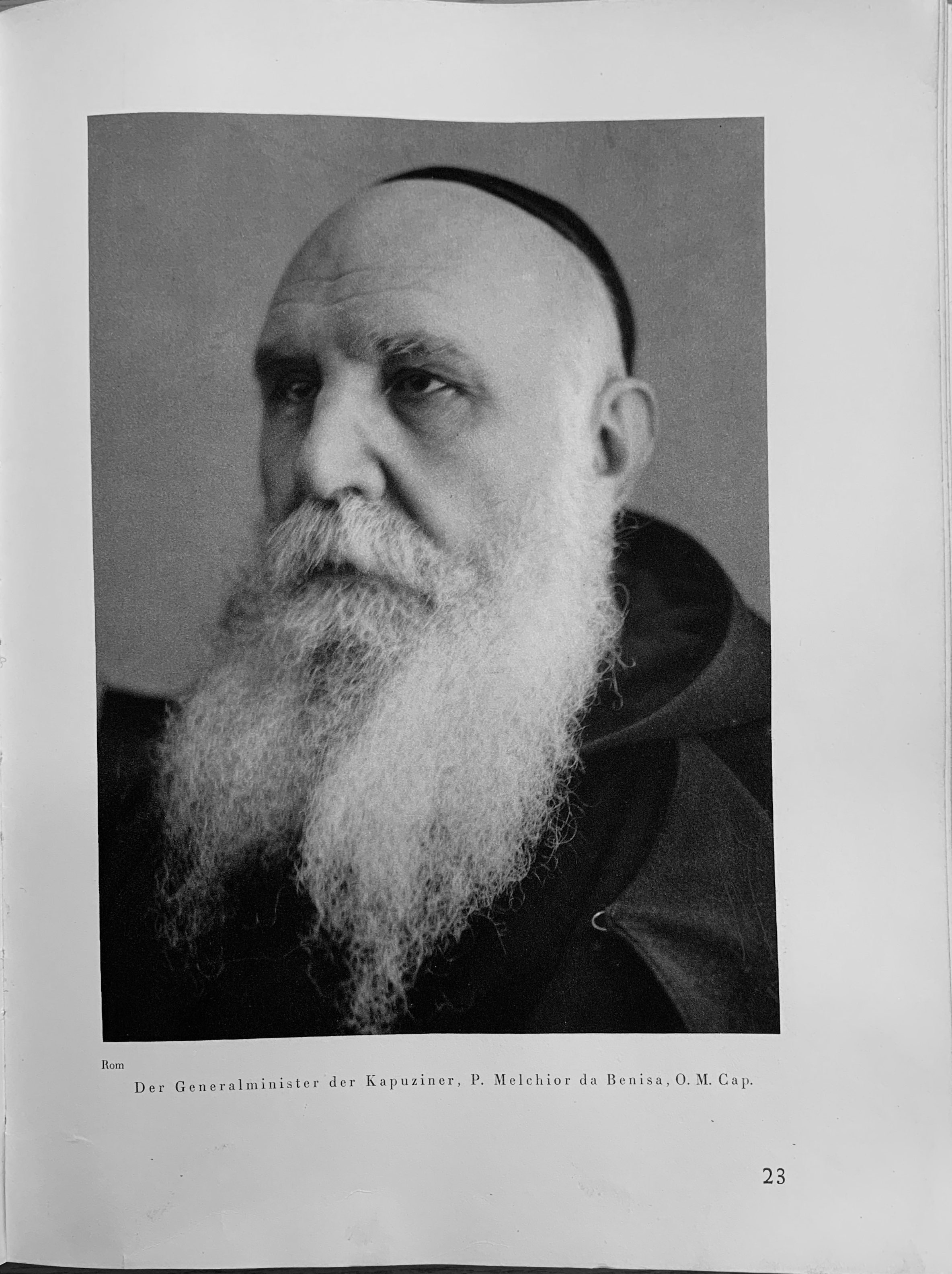
Generalminister P. Melchior da Benisa OFMCap (1926–1932)

- Nicola Bacchini da San Giovanni in Marignano (1859–1872), 56. Generalminister, Italiener
- Egidio Baldesi da Cortona (1872–1884), 57. Generalminister, Italiener
- Bernard Christen, aus Andermatt (1884–1908), 58. Generalminister, Schweizer
- Pacifico Carletti da Seggiano (1908–1914), 59. Generalminister, Italiener
- Venance Dodo de L'Isle-en-Rigault (1914–1920), 60. Generalminister, Franzose
- Giovanni Antonio Bussolari, aus San Giovanni in Persiceto (1920–1926), 61. Generalminister, Italiener
- Melchor de Benisa (1926–1932), 62. Generalminister, Spanier
- Vigilio Federico Dalla Zuanna de Valstagna (1932–1938), 63. Generalminister, Italiener
- Donatus Wynant, aus Welle (1938–1946), 64. Generalminister, Belgier
- Clement Neubauer, aus Milwaukee (1946–1952), 65. Generalminister, US-Amerikaner
- Benigno Re Cecconi da Sant’Ilario Milanese (1952–1958), 66. Generalminister, Italiener
- Clemens Neubauer (1958–1964), 67. Generalminister, 2. Amtszeit, US-Amerikaner
- Clementinus Schutijser von Vlissingen (1964–1970), 68. Generalminister, Niederländer
- Pascal Rywalski (1970–1982), 69. Generalminister, Schweizer
- Flavio Roberto Carraro (1982–1994), 70. Generalminister, Italiener
- John Dennis Corriveau (1994–2006), 71. Generalminister, Kanadier
- Mauro Jöhri (2006–2018), 72. Generalminister, Schweizer
- Roberto Genuin (seit 2018), 73. Generalminister, Italiener